# Canton de Prats-de-Mollo-la-Preste
Le canton de Prats-de-Mollo-la-Preste est une ancienne division administrative française, située dans le département des Pyrénées-Orientales en région Languedoc-Roussillon.

## Histoire
Le canton de Prats-de-Mollo est créé en 1790.
Il perd les communes de Corsavy et Montferrer en 1793 par rattachement au canton d'Arles,.
Le canton disparaît en mars 2015, à la suite du redécoupage cantonal de 2014 et ses communes sont rattachées au nouveau canton du Canigou.

## Composition
Le canton de Prats-de-Mollo-la-Preste comprenait six communes :
| Nom                                  | Code Insee | Intercommunalité     | Superficie (km2) | Population (dernière pop. légale) | Densité (hab./km2) |
| ------------------------------------ | ---------- | -------------------- | ---------------- | --------------------------------- | ------------------ |
| Prats-de-Mollo-la-Preste (chef-lieu) | 66150      | CC du Haut Vallespir | 145,09           | 1 099 (2014)                      | 7,6                |
| Coustouges                           | 66061      | CC du Haut Vallespir | 16,86            | 111 (2014)                        | 6,6                |
| Lamanère                             | 66091      | CC du Haut Vallespir | 23,83            | 43 (2014)                         | 1,8                |
| Saint-Laurent-de-Cerdans             | 66179      | CC du Haut Vallespir | 45,08            | 1 142 (2014)                      | 25                 |
| Serralongue                          | 66194      | CC du Haut Vallespir | 23,04            | 225 (2014)                        | 9,8                |
| Le Tech                              | 66206      | CC du Haut Vallespir | 25,18            | 108 (2014)                        | 4,3                |

## Représentation

### Conseillers généraux de 1833 à 2015
| Période                                  | Période          | Identité                             | Étiquette          | Qualité |
| ---------------------------------------- | ---------------- | ------------------------------------ | ------------------ | --- |
| 1833                                     | 1836             | Joseph Planes                        |                    | Propriétaire à Prats-de-Mollo                                                                                                  |
| 1836                                     | 1845             | Barthélemy Xatart                    |                    | Pharmacien et botaniste, ancien maire de Prats-de-Mollo (1808-1814) Juge de paix                                               |
| 1845                                     | 1848             | Joseph Delmas (1802-1850)            |                    | Avocat, juge suppléant Maire de Céret                                                                                          |
| 1848                                     | 1855             | Marie Scevola Cabot (1793-?)         |                    | Capitaine en retraite à Prats-de-Mollo                                                                                         |
| 1855                                     | 1863             | Joseph Pascot                        |                    | Propriétaire, notaire ancien Sous-Préfet de Céret                                                                              |
| 1863                                     | 1871             | Jules de Lamer                       |                    | Propriétaire à Perpignan |
| 1871                                     | 1877             | Albert Serradell                     | Républicain        | Négociant et propriétaire à Saint-Laurent-de-Cerdans                                                                           |
| 1877                                     | 1883             | Jules Després (1824-1886)            | Droite             | Propriétaire à Perpignan |
| 1883                                     | 1905 (décès)     | François Pallade Jean Carrère        | Rad.               | Docteur en médecine, maire de Prats-de-Mollo                                                                                   |
| 1905                                     | 1907             | Abdon Garcérie de Namiel (1850-1937) | Rad.               | Industriel Maire de Saint-Laurent-de-Cerdans, conseiller d'arrondissement                                                      |
| 1907                                     | 1914 (démission) | Joseph Sans                          | Rad.               | Industriel, conseiller municipal de Saint-Laurent-de-Cerdans                                                                   |
| 1914                                     | 1925             | Arsène Guisset                       | Rad.               | Docteur en médecine Maire de Prats-de-Mollo                                                                                    |
| 1925                                     | 1931             | Jean Payra                           | SFIO               | Député (1924-1936) - Sénateur (1936-1937) Premier adjoint au Maire de Perpignan                                                |
| 1931                                     | 1940             | François Brunet                      | SFIO               | Directeur de L'Union Ouvrière Adjoint au maire de Saint-Laurent-de-Cerdans Nommé conseiller départemental en 1943              |
|                                          |                  |                                      |                    | |
| 1945                                     | 1949             | Pascal Bernole (1906-1957)           | PCF                | Employé électricien, ancien maire de Réal-Odeillo                                                                              |
| 1949                                     | 1955             | Guillaume Julia                      | PCF                | Instituteur Maire de Saint-Laurent-de-Cerdans (1947-1971)                                                                      |
| 1955                                     | 1959 (démission) | Paul Alduy                           | SFIO puis Soc.ind. | Haut fonctionnaire Maire d'Amélie-les-Bains-Palalda (1952-1955) député (1956-1981) Elu dans le canton de Perpignan-Est en 1959 |
| 1959                                     | 1973             | Guillaume Julia                      | PCF                | Instituteur Maire de Saint-Laurent-de-Cerdans (1947-1971)                                                                      |
| 1973                                     | 1991 (décès)     | Joseph Albert                        | PCF puis DVG       | Viticulteur Maire de Prats-de-Mollo-la-Preste (1983-1991)                                                                      |
| 1992                                     | 1998             | Aubin Roca                           | SE                 | Percepteur retraité Maire de Prats-de-Mollo-la-Preste (1991-1995)                                                              |
| 1998                                     | 2015             | Bernard Remedi,                      | DVD                | Chef d'entreprise Maire de Prats-de-Mollo-la-Preste (1995-2014)                                                                |
| Les données manquantes sont à compléter. |                  |                                      |                    | |

### Historique des élections

#### Élection de 2004
Les élections cantonales de 2004 ont eu lieu les dimanches 21 et 28 mars 2004. 
Abstention : 21,32 % au premier tour, 16,64 % au second tour.
| Candidat           | Parti          | %       | Voix |
| ------------------ | -------------- | ------- | ---- |
| Bernard Remedi     | DVD            | 41,49 % | 770  |
| Salvador Rodriguez | PS             | 39,28 % | 729  |
| Jacques Roitg      | sans étiquette | 19,23 % | 357  |

### Conseillers d'arrondissement (de 1833 à 1940)
Le canton de Prats avait deux conseillers d'arrondissement.
| Période                                  | Période           | Identité                        | Étiquette           | Qualité |
| ---------------------------------------- | ----------------- | ------------------------------- | ------------------- | --- |
| 1833                                     | 1839              | Pierre Mathias Jean Claret      |                     | Maitre de forges à Prats-de-Mollo                                                                                                 |
| 1833                                     | 1839              | Michel Noelle                   |                     | Notaire à Prats-de-Mollo |
| 1839                                     | 1845              | M. Sors-Noell                   |                     | Propriétaire à Prats-de-Mollo |
| 1839                                     | 1848              | Victor Parès                    |                     | Juge de paix, propriétaire à Prats-de-Mollo                                                                                       |
|                                          |                   |                                 |                     | |
| 1886                                     |                   | Isidore Ferrer                  | Républicain radical | Maire de Serralongue |
| 1886                                     | 1905              | Abdon Garcérie de Namiel        | Républicain Radical | Maire de Saint-Laurent-de-Cerdans                                                                                                 |
| 1898                                     | 1910              | M. Marie                        | Radical             | |
| 1910                                     |                   | Jean Peytavi                    | Radical             | Maire de Serralongue |
| 1910                                     |                   | M. Mas                          | Radical             | |
| 1919                                     | 1928              | François Erre (1873-1941)       | SFIO                | Ouvrier espadrilleur, coiffeur, puis employé à la Compagnie des chemins de fer des Pyrénées-Orientales à Saint-Laurent-de-Cerdans |
| 1922                                     | 1922 (annulation) | André Marty                     | PC-SFIC             | Mutin de la mer Noire |
| 5 août 1923                              | 1928              | Philippe Cormonines (1884-1973) | SFIO                | Tailleur d'habits, conseiller municipal de Prats-de-Mollo, maire de 1921 à 1928                                                   |
| 1928                                     | 1931 (démission)  | Jean Cassu                      | SFIO                | Industriel, conseiller municipal de Prats-de-Mollo                                                                                |
| 1928                                     | 1940              | Joseph Nivet (1877-1942)        | SFIO                | Ouvrier trépointeur, maire de Saint-Laurent-de-Cerdans                                                                            |
| 1931                                     | 1940              | Antoine Maureta (1898-1976)     | SFIO                | Artisan espadrilleur à Prats-de-Mollo                                                                                             |
| 1940                                     |                   |                                 |                     | Les conseils d'arrondissement ont été suspendus par la loi du 12 octobre 1940 et n'ont jamais été réactivés                       |
| Les données manquantes sont à compléter. |                   |                                 |                     | |

## Démographie
| 1962  | 1968  | 1975  | 1982  | 1990  | 1999  | 2006  | 2011  | 2012  |
| ----- | ----- | ----- | ----- | ----- | ----- | ----- | ----- | ----- |
| 4 524 | 4 059 | 3 574 | 3 301 | 3 081 | 2 798 | 2 967 | 2 805 | 2 767 |